# Hey my friend
Singles de Tommy heavenly6
Wait till I can dream
(2003) Ready?
(2005)
Hey my friend est le 2e single de Tommy heavenly6 sorti le 26 mai 2004 au Japon. Il atteint la 20e place du classement de l'Oricon et reste classé pendant 9 semaines. Hey my friend se trouve sur l'album Tommy heavenly6; Hey my friend se trouve aussi avec Roller coaster ride→ sur la compilation Gothic Melting Ice Cream's Darkness "Nightmare".
Toutes les paroles sont écrites par Tommy heavenly6.
| 1. | Hey my friend                         |  |
| 2. | Roller coaster ride→                  |  |
| 3. | Hey my friend (Original Instrumental) |  |